# هيلاري
هيلاري (بالإنجليزية: Hilary)‏ هي مغنية مؤلفة أمريكية، ولدت في 1950 في لوس أنجلوس في الولايات المتحدة، وتوفيت في 1 يوليو 2007.